# Saison 2017 de l'équipe cycliste Caja Rural-Seguros RGA
La saison 2017 de l'équipe cycliste Caja Rural-Seguros RGA est la neuvième de cette équipe.

## Préparation de la saison 2017

### Sponsors et financement de l'équipe
La banque coopérative Caja Rural (es) et sa filiale Seguros RGA, compagnie d'assurance, sont les deux sponsors-titre de l'équipe, respectivement depuis 2010 et 2013. En début d'année 2016, Seguros RGA s'est engagé avec l'équipe jusqu'en 2018.
Fuji Bikes (en) est le fournisseur de cycles de l'équipe depuis 2015. Les vélos sont équipés par Oval Concepts, filiale de Fuji.
Nalini est le nouveau fournisseur de vêtements de l'équipe. Son maillot pour la saison 2016 est d'un vert plus vif que celui des saisons précédentes. Les logos des trois principaux sponsors sont mis en évidence sur l'avant du maillot : Caja Rural en noir sur une bande blanche, Seguros RGA en blanc sur une bande noire, et Fuji en blanc sur le fond vert. Caja Rural est également présent sur une bande blanche à l'extrémité des manches, et Seguros RGA sur des bandes blanches placées sur les flancs du maillot. Sur le torse, sont également affichés les logos de Nalini, Oval Concepts, et Zipvit marque de gel énergétique. Enfin, le logo du fabricant de composants de bicyclettes KMC est présent sur les épaules du maillot.

### Arrivées et départs
| Arrivées      | Équipe 2016                    |
| ------------- | ------------------------------ |
| Alex Aranburu | Euskadi Basque Country-Murias  |
| Chris Butler  | Cycling Academy                |
| Jon Irisarri  | Caja Rural-Seguros RGA amateur |
| Dylan Page    | Roth                           |
| Justin Oien   | Axeon-Hagens Berman            |
| Rafael Reis   | W52-FC Porto                   |
| Nick Schultz  | SEG Racing Academy             |
| Yury Trofimov | Tinkoff                        |
| Josu Zabala   | Caja Rural-Seguros RGA amateur |

| Départs            | Équipe 2017                  |
| ------------------ | ---------------------------- |
| Javier Aramendia   |                              |
| Carlos Barbero     | Movistar                     |
| Peio Bilbao        | Astana                       |
| Hugh Carthy        | Cannondale-Drapac            |
| Alberto Gallego    | suspension                   |
| Domingos Gonçalves | Rádio Popular-Boavista       |
| José Gonçalves     | Katusha-Alpecin              |
| Ángel Madrazo      | Delko-Marseille Provence-KTM |
| Ricardo Vilela     | Manzana Postobón             |

## Coureurs et encadrement technique

### Effectif
| Cycliste              | Date de naissance | Nationalité | Équipe 2016                      |  |
| --------------------- | ----------------- | ----------- | -------------------------------- |  |
| Alex Aranburu         | 19 septembre 1995 | Espagne     | Euskadi Basque Country-Murias    |  |
| David Arroyo          | 7 janvier 1980    | Espagne     | Caja Rural-Seguros RGA           |  |
| Miguel Ángel Benito   | 21 septembre 1993 | Espagne     | Caja Rural-Seguros RGA           |  |
| Chris Butler          | 16 février 1988   | États-Unis  | Cycling Academy                  |  |
| Danilo Celano         | 7 décembre 1989   | Italie      | Amore & Vita-Selle SMP-Fondriest |  |
| Fabricio Ferrari      | 3 juin 1985       | Uruguay     | Caja Rural-Seguros RGA           |  |
| Jon Irisarri          | 9 novembre 1995   | Espagne     | Caja Rural-Seguros RGA amateur   |  |
| Jonathan Lastra       | 3 juin 1993       | Espagne     | Caja Rural-Seguros RGA           |  |
| Lluís Mas             | 15 janvier 1989   | Espagne     | Caja Rural-Seguros RGA           |  |
| Antonio Molina        | 4 janvier 1991    | Espagne     | Caja Rural-Seguros RGA           |  |
| Justin Oien           | 5 mai 1995        | États-Unis  | Axeon-Hagens Berman              |  |
| Dylan Page            | 5 novembre 1993   | Suisse      | Roth                             |  |
| Sergio Pardilla       | 16 janvier 1984   | Espagne     | Caja Rural-Seguros RGA           |  |
| Eduard Prades         | 9 août 1987       | Espagne     | Caja Rural-Seguros RGA           |  |
| Rafael Reis           | 15 juillet 1992   | Portugal    | W52-FC Porto                     |  |
| Jaime Rosón           | 13 janvier 1993   | Espagne     | Caja Rural-Seguros RGA           |  |
| Diego Rubio Hernández | 13 juin 1991      | Espagne     | Caja Rural-Seguros RGA           |  |
| Héctor Sáez           | 6 novembre 1993   | Espagne     | Caja Rural-Seguros RGA           |  |
| Nick Schultz          | 13 septembre 1994 | Australie   | SEG Racing Academy               |  |
| Yury Trofimov         | 26 janvier 1984   | Russie      | Tinkoff                          |  |
| Josu Zabala           | 11 avril 1993     | Espagne     | Caja Rural-Seguros RGA amateur   |  |

## Bilan de la saison

### Victoires
| Victoires | Victoires                                  | Victoires | Victoires | Victoires     | Victoires |
| Date      | Course                                     | Pays      | Classe    | Vainqueur     |           |
| --------- | ------------------------------------------ | --------- | --------- | ------------- | --------- |
| 6 mai     | 1re étape, Cinq anneaux de Moscou          | Russie    | 2.2       | Yury Trofimov |           |
| 6 mai     | 4e étape, Rhône-Alpes Isère Tour           | France    | 2.2       | Justin Oien   |           |
| 9 mai     | Classement général, Cinq anneaux de Moscou | Russie    | 2.2       | Yury Trofimov |           |

### Résultats sur les grands tours
| Grand tour           | Tour d'Italie | Tour de France | Tour d'Espagne        |
| -------------------- | ------------- | -------------- | --------------------- |
| Coureur (classement) | Non invitée   | Non invitée    | Sergio Pardilla (15e) |
| Accessits            | -             | -              |                       |